# Музей имени Василия Стуса
Донбасский историко-литературный музей имени Василия Стуса (укр. Донбаський історико-літературний музей Василя Стуса)   — музей, основанный 4 сентября 2002 года в Горловке и позже переехавший в Донецк, Донецкой области Украины.
Музей посвящён украинскому поэту Василию Стусу.

## История

Василий Семёнович Стус

Открылся 4 сентября 2002 года в Горловке на общественных началах. Музей основан в Горловке, так как Стус с 1961 года по 1963 год работал здесь учителем украинского языка.
Создателем музея был подполковник милиции Олег Фёдоров.
Здание построено на средства Горловского завода и Всеукраинского фонда ветеранов МВД Украины.
В 2011 году из-за возраста и проблем с здоровьем с поста директора музея ушёл Фёдоров.
С 20 декабря 2012 года музей находится в Донецке.

## Экспозиция
В музее около тысячи экспонатов.
В экспозиции есть предметы:
- литературные произведения Василия Стуса,
- малоизвестные фотографии,
- отпечатки пальцев Василия, которые сняли во время ареста,
- документы из архива КГБ,
- письма,
- конспекты,
- автографы,
- журналы, посвящённые поэту,
- тюремная одежда,
- макет лагеря «Пермь-36».

Экспозиция расположена в хронологическом порядке со дня рождения поэта до его смерти.